# A magyar labdarúgó-válogatott játékosainak listája (1945–1975)
Alábbi lista a magyar nemzeti válogatottban játszó játékosokat sorolja fel,  születési év, a válogatottban szereplés száma, válogatottbeli góljai, első, utolsó sorszáma, egyesületei szerint. Kapusoknál a kapott gólok (kg-x).
1945 és 1975 között 257 hivatalos válogatott mérkőzésen 211 (+15 már 1945 előtt is válogatott) játékos kapott lehetőséget a magyar csapatban.
A listában szerepel három mérkőzés, amelyeket 2003-ban nyilvánított hivatalossá a Magyar Labdarúgó-szövetség, ezek a meccsek az 1952. május 24. (285.) Moszkva, 1952. május 27. (286.) Moszkva és 1956. február 29. Libanon (331.) elleni találkozók.
| Ábécé szerinti tartalomjegyzék                      |
| --------------------------------------------------- |
| A B C D E F G H I J K L M N O P Q R S T U V W X Y Z |

## A
| Sorszám | Játékos          | Születési év | Válogatottság | Gólok száma | Első mérk. | Utolsó mérk. | Egyesület |
| ------- | ---------------- | ------------ | ------------- | ----------- | ---------- | ------------ | --------- |
| 487     | Albert Flórián   | 1941–2011    | 75            | 31          | 361        | 486          | FTC       |
| 446     | Aspirány Gusztáv | 1925–1971    | 2             | 2           | 295        | 340          | Bp. Dózsa |

## B
| Sorszám | Játékos            | Születési év | Válogatottság | Gólok száma | Első mérk. | Utolsó mérk. | Egyesület               |
| ------- | ------------------ | ------------ | ------------- | ----------- | ---------- | ------------ | ----------------------- |
| 433     | Babolcsay György   | 1921–1976    | 4             | -           | 275        | 300          | Bp. Honvéd              |
| 556     | Bálint László      | 1948         | 76            | 4           | 465        | 567          | FTC, FC Bruges Toulouse |
| 482     | Bakó Béla          | 1928–1992    | 3             | kg-8        | 355        | 357          | Csepel                  |
| 522     | Bakos Sándor       | 1939–2010    | 1             | -           | 431        | 431          | Vasas                   |
| 521     | Bánkuti István     | 1946–2002    | 1             | -           | 430        | 430          | Salgótarján             |
| 432     | Bányai Nándor      | 1928–2003    | 2             | -           | 275        | 276          | Bp. Honvéd              |
| 575     | Becsei József      | 1950–2013    | 1             | -           | 487        | 487          | MTK                     |
| 475     | Bencsics József    | 1933–1995    | 8             | 1           | 342        | 359          | Bp. Dózsa               |
| 504     | Bene Ferenc        | 1944–2006    | 76            | 36          | 394        | 494          | Újpesti Dózsa           |
| 471     | Berendy Pál        | 1932–2019    | 24            | -           | 339        | 377          | Vasas                   |
| 563     | Bicskei Bertalan   | 1944–2011    | 1             | kg-3        | 480        | 480          | Bp. Honvéd              |
| 485     | Bodon Tibor        | 1931–2020    | 1             | -           | 359        | 359          | SBTC                    |
| 497     | Borsányi György    | 1933–2003    | 1             | -           | 372        | 372          | Újpesti Dózsa           |
| 401     | Bozsik József      | 1925–1978    | 101           | 11          | 254        | 386          | Kispest, Bp. Honvéd     |
| 498     | Bödör László       | 1933         | 1             | -           | 374        | 374          | MTK                     |
| 421     | Börzsei János      | 1921–2007    | 23            | -           | 263        | 340          | MTK                     |
| 557     | Branikovits László | 1949–2020    | 6             | 2           | 465        | 494          | FTC                     |
| 425     | Budai II László    | 1928–1983    | 39            | 10          | 268        | 361          | DVTK, Bp. Dózsa         |
| 473     | Bundzsák Dezső     | 1928–2010    | 25            | 1           | 338        | 383          | Vasas                   |
| 438     | Buzánszky Jenő     | 1925–2015    | 49            | -           | 280        | 335          | Dorog                   |

## C
| Sorszám | Játékos         | Születési év | Válogatottság | Gólok száma | Első mérk. | Utolsó mérk. | Egyesület               |
| ------- | --------------- | ------------ | ------------- | ----------- | ---------- | ------------ | ----------------------- |
| 583     | Czeczeli Károly | 1951–2017    | 1             | -           | 495        | 495          | Videoton                |
| 426     | Czibor Zoltán   | 1929–1997    | 43            | 17          | 268        | 340          | FTC, Csepel, Bp. Honvéd |

## Cs
| Sorszám | Játékos       | Születési év | Válogatottság | Gólok száma | Első mérk. | Utolsó mérk. | Egyesület           |
| ------- | ------------- | ------------ | ------------- | ----------- | ---------- | ------------ | ------------------- |
| 580     | Csapó Károly  | 1952         | 19            | 1           | 491        | 609          | Tatabánya, Toulouse |
| 461     | Csernai Pál   | 1932–2013    | 2             | -           | 319        | 322          | Csepel              |
| 440     | Csordás Lajos | 1932–1968    | 19            | 8           | 288        | 360          | Vasas               |

## D
| Sorszám | Játékos        | Születési év | Válogatottság | Gólok száma | Első mérk. | Utolsó mérk. | Egyesület        |
| ------- | -------------- | ------------ | ------------- | ----------- | ---------- | ------------ | ---------------- |
| 439     | Dalnoki Jenő   | 1932–2006    | 14            | -           | 285        | 385          | FTC              |
| 459     | Danka Imre     | 1930–2014    | 4             | kg-2        | 319        | 323          | Pécsi Dózsa      |
| 392     | Deák Ferenc    | 1922–1998    | 20            | 29          | 249        | 275          | SZAC, FTC        |
| 467     | Dudás Zoltán   | 1933–1989    | 2             | -           | 326        | 371          | DVTK, Bp. Honvéd |
| 489     | Dunai I János  | 1937–2025    | 1             | -           | 368        | 368          | Pécsi Dózsa      |
| 530     | Dunai II Antal | 1943         | 31            | 9           | 440        | 479          | Ú Dózsa          |
| 534     | Dunai III Ede  | 1949         | 12            | 2           | 442        | 495          | Ú Dózsa          |
| 518     | Dunai Lajos    | 1942–2000    | 2             | -           | 421        | 422          | MTK              |

## F
| Sorszám | Játékos        | Születési év | Válogatottság | Gólok száma | Első mérk. | Utolsó mérk. | Egyesület              |
| ------- | -------------- | ------------ | ------------- | ----------- | ---------- | ------------ | ---------------------- |
| 522     | Fábián Tibor   | 1946–2006    | 16            | -           | 457        | 486          | Vasas                  |
| 458     | Faragó Lajos   | 1932–2019    | 7             | kg-8        | 317        | 343          | Bp. Honvéd             |
| 502     | Farkas János   | 1942–1989    | 33            | 19          | 384        | 447          | Vasas                  |
| 526     | Fatér Károly   | 1940–2020    | 1             | kg-0        | 419        | 419          | Vasas                  |
| 464     | Fazekas Árpád  | 1930–2018    | 5             | kg-9        | 323        | 328          | Vörös Lobogó           |
| 527     | Fazekas László | 1947         | 92            | 24          | 438        | 571          | Ú Dózsa, RFC Antwerpen |
| 540     | Fejes Gábor    | 1947         | 3             | -           | 448        | 450          | Videoton               |
| 571     | Fekete László  | 1954–2014    | 21            | 5           | 484        | 543          | Ú. Dózsa               |
| 453     | Fenyvesi Máté  | 1933–2022    | 76            | 8           | 312        | 422          | FTC                    |
| 516     | Fister Ferenc  | 1940         | 1             | -           | 419        | 419          | Vasas                  |

## G
| Sorszám | Játékos       | Születési év | Válogatottság | Gólok száma | Első mérk. | Utolsó mérk. | Egyesület                      |
| ------- | ------------- | ------------ | ------------- | ----------- | ---------- | ------------ | ------------------------------ |
| 510     | Géczi István  | 1944–2018    | 23            | kg-20       | 413        | 486          | FTC                            |
| 513     | Gelei József  | 1938         | 11            | kg-12       | 415        | 431          | Tatabánya                      |
| 437     | Gellér Sándor | 1925–1996    | 8             | kg-11       | 278        | 333          | Textiles, Vörös Lobogó         |
| 474     | Gilicz István | 1934–1993    | 3             | -           | 341        | 362          | SZEAC, Honvéd                  |
| 585     | Godán Lajos   | 1952–1987    | 1             | -           | 496        | 496          | Csepel                         |
| 408     | Gőcze Sándor  | 1921–1995    | 2             | 1           | 258        | 259          | Györi ETO                      |
| 483     | Göröcs János  | 1939–2020    | 62            | 19          | 355        | 452          | Bp. Dózsa                      |
| 403     | Grosics Gyula | 1926–2014    | 86            | kg-89       | 255        | 393          | MATEOSZ, Bp. Honvéd, Tatabánya |

## Gy
| Sorszám | Játékos       | Születési év | Válogatottság | Gólok száma | Első mérk. | Utolsó mérk. | Egyesület |
| ------- | ------------- | ------------ | ------------- | ----------- | ---------- | ------------ | --------- |
| 444     | Gyurik László | 1925–?       | 1             | -           | 300        | 300          | Bp. Dózsa |

## H
| Sorszám | Játékos          | Születési év | Válogatottság | Gólok száma | Első mérk. | Utolsó mérk. | Egyesület      |
| ------- | ---------------- | ------------ | ------------- | ----------- | ---------- | ------------ | -------------- |
| 536     | Halmosi Zoltán   | 1947–2025    | 11            | 1           | 445        | 491          | Haladás        |
| 569     | Harsányi László  | 1951         | 3             | -           | 483        | 488          | Ú. Dózsa       |
| 405     | Hegedűs András   | 1922–1991    | 1             | -           | 255        | 255          | MTK            |
| 460     | Hegyi Sándor     | 1932–2009    | 2             | -           | 319        | 322          | Pécsi Dózsa    |
| 409     | Henni Géza       | 1926–2014    | 16            | kg-22       | 259        | 300          | FTC, Bp. Dózsa |
| 387     | Hidegkuti Nándor | 1922–2002    | 69            | 39          | 247        | 353          | HAC, MTK       |
| 390     | Horváth Ferenc   | 1920–1991    | 3             | kg-4        | 249        | 252          | Szolnoki MÁV   |
| 441     | Horváth György   | 1929–2010    | 1             | kg-0        | 295        | 295          | Szombathely    |
| 566     | Horváth József   | 1949         | 11            | 1           | 481        | 497          | Ú. Dózsa       |
| 415     | Horváth Károly   | 1920–2000    | 1             | -           | 261        | 261          | Újpest         |

## I
| Sorszám | Játékos          | Születési év | Válogatottság | Gólok száma | Első mérk. | Utolsó mérk. | Egyesület |
| ------- | ---------------- | ------------ | ------------- | ----------- | ---------- | ------------ | --------- |
| 503     | Ihász Kálmán     | 1941–2019    | 27            | -           | 392        | 447          | Vasas     |
| 380     | Illovszky Rudolf | 1922–2008    | 3             | -           | 245        | 261          | Vasas     |
| 472     | Ilku István      | 1933–2005    | 10            | kg-10       | 339        | 407          | Dorog     |

## J
| Sorszám | Játékos       | Születési év | Válogatottság | Gólok száma | Első mérk. | Utolsó mérk. | Egyesület |
| ------- | ------------- | ------------ | ------------- | ----------- | ---------- | ------------ | --------- |
| 429     | Józsa Zoltán  | 1924–2005    | 2             | -           | 273        | 283          | Győri ETO |
| 533     | Juhász István | 1945–2024    | 23            | 1           | 442        | 486          | FTC       |
| 551     | Juhász Péter  | 1948–2024    | 24            | 1           | 455        | 479          | Ú. Dózsa  |

## K
| Sorszám | Játékos           | Születési év | Válogatottság | Gólok száma | Első mérk. | Utolsó mérk. | Egyesület            |
| ------- | ----------------- | ------------ | ------------- | ----------- | ---------- | ------------ | -------------------- |
| 572     | Kántor Mihály     | 1952         | 10            | -           | 484        | 509          | Vasas                |
| 517     | Káposzta Benő     | 1942–2025    | 19            | -           | 421        | 444          | Ú Dózsa              |
| 397     | Károlyi József    | 1925–2005    | 3             | kg-6        | 253        | 262          | DVTK, Újpest         |
| 449     | Kárpáti Béla      | 1929–2003    | 19            | -           | 315        | 356          | Győri ETO, Vasas     |
| 543     | Karsai László     | 1947         | 8             | 1           | 448        | 487          | Videoton             |
| 535     | Kelemen József    | 1948–2001    | 3             | -           | 445        | 447          | Bp. Honvéd           |
| 413     | Kéri Károly       | 1920–1999    | 1             | -           | 260        | 260          | FTC                  |
| 468     | Kertész Tamás     | 1929–1989    | 2             | -           | 326        | 327          | Kinizsi              |
| 389     | Keszthelyi Mihály | 1922–2000    | 6             | 1           | 248        | 300          | Csepel               |
| 382     | Kirádi Ervin      | 1925–1993    | 3             | -           | 246        | 253          | Újpest               |
| 377     | Kiss Tibor        | 1949         | 3             | -           | 488        | 491          | MTK                  |
| 537     | Kocsis Lajos      | 1947–2000    | 33            | 7           | 445        | 498          | Bp. Honvéd           |
| 419     | Kocsis Sándor     | 1929–1979    | 68            | 75          | 262        | 340          | FTC, Honvéd          |
| 568     | Kolár Endre       | 1951–2014    | 5             | -           | 483        | 497          | Ú. Dózsa             |
| 454     | Komáromi Tibor    | 1930–2008    | 1             | kg-0        | 312        | 312          | Vasas Izzó           |
| 506     | Komora Imre       | 1940–2024    | 2             | -           | 410        | 439          | Honvéd               |
| 545     | Konrád János      | 1946–2021    | 5             | -           | 449        | 454          | Pécsi Dózsa          |
| 407     | Kónya József      | 1920–1987    | 3             | -           | 258        | 262          | Csepel               |
| 520     | Korsós István     | 1941–1996    | 1             | -           | 430        | 430          | Vasas                |
| 452     | Kotász Antal      | 1929–2003    | 37            | -           | 312        | 382          | Sztálinváros, Honvéd |
| 469     | Kovács III Ferenc | 1934–2018    | 1             | -           | 329        | 329          | Vörös Lobogó         |
| 391     | Kovács Imre       | 1917–1986    | 1             | -           | 249        | 249          | Győri ETO            |
| 412     | Kovács I Imre     | 1921–1996    | 8             | -           | 260        | 289          | MTK, Bp. Bástya      |
| 414     | Kovács II József  | 1923–2001    | 4             | -           | 261        | 282          | MTK, Bp. Bástya      |
| 554     | Kovács József     | 1949         | 18            | -           | 463        | 543          | Videoton             |
| 582     | Kovács László     | 1951–2017    | 12            | kg-18       | 495        | 513          | Videoton             |
| 532     | Kozma Mihály      | 1949         | 17            | 3           | 441        | 496          | Honvéd               |
| 416     | Kubala László     | 1927–2002    | 2             | -           | 261        | 265          | Vasas                |
| 492     | Kuharszki Béla    | 1940–2016    | 7             | -           | 370        | 380          | Újpesti Dózsa        |
| 515     | Kuti István       | 1938–2002    | 1             | -           | 418        | 418          | MTK                  |
| 559     | Kű Lajos          | 1948         | 8             | 1           | 468        | 476          | FTC                  |

## L
| Sorszám | Játékos        | Születési év | Válogatottság | Gólok száma | Első mérk. | Utolsó mérk. | Egyesület     |
| ------- | -------------- | ------------ | ------------- | ----------- | ---------- | ------------ | ------------- |
| 398     | Laborcz Lajos  | 1920–2001    | 4             | -           | 253        | 256          | Újpest        |
| 379     | Lakat Károly   | 1920–1988    | 13            | -           | 245        | 280          | FTC, ÉDOSZ    |
| 573     | Lakinger Lajos | 1943–2022    | 1             | -           | 486        | 486          | Vasas         |
| 427     | Lantos Mihály  | 1928–1989    | 53            | 4           | 271        | 335          | MTK           |
| 478     | Lenkei Sándor  | 1936–2003    | 4             | -           | 345        | 348          | Vasas         |
| 422     | Lóránt Gyula   | 1923–1981    | 37            | -           | 265        | 321          | Vasas, Honvéd |
| 589     | Lukács Sándor  | 1951–2016    | 10            | -           | 498        | 534          | Bp. Honvéd    |

## M
| Sorszám | Játékos           | Születési év | Válogatottság | Gólok száma | Első mérk. | Utolsó mérk. | Egyesület                               |
| ------- | ----------------- | ------------ | ------------- | ----------- | ---------- | ------------ | --------------------------------------- |
| 466     | Machos Ferenc     | 1932–2006    | 29            | 14          | 330        | 409          | Bp. Honvéd, Vasas                       |
| 584     | Magyar István     | 1955         | 16            | 1           | 495        | 539          | FTC                                     |
| 406     | Marik György      | 1924–1988    | 2             | -           | 257        | 258          | Vasas                                   |
| 544     | Máté János        | 1948         | 7             | 2           | 448        | 494          | Pécsi Dózsa, FTC                        |
| 511     | Mathesz Imre      | 1937–2010    | 12            | -           | 414        | 437          | Vasas                                   |
| 470     | Mátrai Sándor     | 1932–2002    | 81            | -           | 331        | 436          | FTC                                     |
| 547     | Megyesi István    | 1949–2016    | 7             | -           | 452        | 496          | FTC                                     |
| 565     | Mészáros Ferenc   | 1950–2023    | 29            | kg-43       | 481        | 623          | Vasas, Sporting CP Vitória Setubal      |
| 420     | Mészáros József   | 1923–1997    | 1             | 2           | 262        | 262          | Kispest                                 |
| 501     | Mészöly Kálmán    | 1941–2022    | 61            | 6           | 384        | 455          | Vasas                                   |
| 381     | Mike István       | 1924–1994    | 4             | 1           | 245        | 253          | FTC                                     |
| 519     | Molnár Dezső      | 1939         | 8             | 1           | 422        | 429          | Vasas                                   |
| 493     | Molnár János      | 1931–2000    | 2             | -           | 370        | 372          | MTK                                     |
| 481     | Monostori Tivadar | 1936–2014    | 9             | 4           | 349        | 400          | Dorog                                   |
| 578     | Mucha József      | 1951         | 6             | -           | 489        | 557          | FTC                                     |
| 548     | Müller Sándor     | 1948–2024    | 17            | 1           | 453        | 568          | Vasas, RFC Antwerpen, Hercules Alicante |

## N
| Sorszám | Játékos        | Születési év | Válogatottság | Gólok száma | Első mérk. | Utolsó mérk. | Egyesület        |
| ------- | -------------- | ------------ | ------------- | ----------- | ---------- | ------------ | ---------------- |
| 512     | Nagy Antal     | 1944         | 3             | -           | 414        | 418          | Bp. Honvéd       |
| 411     | Nagy István    | 1922–2000    | 1             | -           | 260        | 260          | Csepel           |
| 499     | Nagy István    | 1939–1999    | 22            | -           | 392        | 434          | MTK              |
| 553     | Nagy II János  | 1947         | 9             | -           | 457        | 516          | Videoton         |
| 574     | Nagy III János | 1950         | 16            | -           | 487        | 511          | Videoton         |
| 549     | Nagy László    | 1949         | 25            | 7           | 453        | 550          | Ú. Dózsa         |
| 505     | Nógrádi Ferenc | 1940–2009    | 4             | -           | 401        | 415          | Honvéd           |
| 528     | Noskó Ernő     | 1945         | 15            | -           | 440        | 463          | Ú. Dózsa         |
| 488     | Novák Dezső    | 1939–2014    | 9             | 3           | 365        | 439          | Haladás VSE, FTC |

## Ny
| Sorszám | Játékos       | Születési év | Válogatottság | Gólok száma | Első mérk. | Utolsó mérk. | Egyesület         |
| ------- | ------------- | ------------ | ------------- | ----------- | ---------- | ------------ | ----------------- |
| 388     | Nyers István  | 1924–2005    | 2             | 2           | 247        | 248          | Újpest            |
| 587     | Nyilasi Tibor | 1955         | 70            | 32          | 497        | 596          | FTC, Austria Wien |

## O
| Sorszám | Játékos     | Születési év | Válogatottság | Gólok száma | Első mérk. | Utolsó mérk. | Egyesület   |
| ------- | ----------- | ------------ | ------------- | ----------- | ---------- | ------------ | ----------- |
| 457     | Oláh Géza   | 1925–1988    | 3             | kg-5        | 316        | 321          | Salgótarján |
| 394     | Ónody Andor | 1920–1986    | 1             | -           | 250        | 250          | FTC         |

## P
| Sorszám | Játékos         | Születési év | Válogatottság | Gólok száma | Első mérk. | Utolsó mérk. | Egyesület              |
| ------- | --------------- | ------------ | ------------- | ----------- | ---------- | ------------ | ---------------------- |
| 586     | Pál József      | 1950         | 6             | -           | 496        | 545          | Bp. Honvéd             |
| 486     | Pál Tibor       | 1935         | 2             | 1           | 360        | 412          | Csepel, Vasas          |
| 456     | Palotai János   | 1928–2010    | 1             | kg-1        | 315        | 315          | Győri ETO              |
| 436     | Palotás Péter   | 1929–1967    | 24            | 18          | 278        | 335          | Textiles, Vörös Lobogó |
| 525     | Páncsics Miklós | 1944–2007    | 37            | -           | 437        | 481          | FTC                    |
| 395     | Patkoló Rezső   | 1922–1992    | 2             | -           | 251        | 252          | Újpest                 |
| 576     | Pénzes Mihály   | 1950         | 1             | -           | 488        | 488          | Rába ETO               |
| 417     | Pintér József   | 1917–1992    | 1             | -           | 261        | 261          | Csepel                 |
| 581     | Pintér Sándor   | 1950         | 39            | 2           | 492        | 535          | Bp. Honvéd             |
| 570     | Póczik József   | 1953         | 14            | 4           | 484        | 576          | Rába ETO               |
| 384     | Puskás Ferenc   | 1927–2006    | 85            | 84          | 246        | 340          | Kispest, Honvéd        |
| 503     | Puskás Lajos    | 1944         | 7             | 1           | 412        | 447          | Vasas                  |
| 542     | Pusztai László  | 1946–1987    | 25            | 5           | 448        | 539          | Bp. Honvéd, FTC        |

## R
| Sorszám | Játékos        | Születési év | Válogatottság | Gólok száma | Első mérk. | Utolsó mérk. | Egyesület           |
| ------- | -------------- | ------------ | ------------- | ----------- | ---------- | ------------ | ------------------- |
| 588     | Rab Tibor      | 1955         | 20            | -           | 498        | 567          | FTC                 |
| 465     | Raduly József  | 1927–2022    | 2             | -           | 324        | 328          | Vasas               |
| 491     | Rajna Károly   | 1934–2016    | 1             | -           | 370        | 370          | Újpesti Dózsa       |
| 434     | Rákóczi László | 1926–2016    | 1             | -           | 277        | 277          | Honvéd              |
| 399     | Rákosi Ferenc  | 1921–2010    | 2             | -           | 253        | 259          | Csepel              |
| 490     | Rákosi Gyula   | 1938         | 41            | 4           | 372        | 439          | FTC                 |
| 567     | Rapp Imre      | 1937–2015    | 1             | kg-1        | 483        | 483          | Pécsi MSC           |
| 546     | Rothermel Ádám | 1948         | 13            | kg-15       | 451        | 506          | Tatabánya, Ú. Dózsa |
| 431     | Ruzsa Sándor   | 1920–1984    | 2             | kg-0        | 274        | 277          | Honvéd              |

## S
| Sorszám | Játékos        | Születési év | Válogatottság | Gólok száma | Első mérk. | Utolsó mérk. | Egyesület      |
| ------- | -------------- | ------------ | ------------- | ----------- | ---------- | ------------ | -------------- |
| 448     | Samus Lajos    | 1928–1991    | 1             | -           | 300        | 300          | Dózsa          |
| 424     | Sándor Károly  | 1928–2014    | 75            | 27          | 266        | 413          | MTK            |
| 477     | Sárosi László  | 1932–2016    | 46            | -           | 344        | 431          | Vasas          |
| 476     | Sipos Ferenc   | 1932–1997    | 77            | 1           | 345        | 431          | MTK, Honvéd    |
| 442     | Sipos István   | 1928–1987    | 1             | -           | 300        | 300          | Szegedi Honvéd |
| 386     | Sipos Vilmos   | 1914–1978    | 2             | -           | 247        | 248          | FTC            |
| 496     | Solymosi Ernő  | 1940–2011    | 38            | 7           | 372        | 418          | DVTK, Ú.Dózsa  |
| 541     | Somogyi József | 1946         | 3             | -           | 448        | 486          | Győr, Rába ETO |
| 495     | Sóvári Kálmán  | 1940–2020    | 17            | -           | 372        | 424          | Ú.Dózsa        |

## Sz
| Sorszám | Játékos            | Születési év | Válogatottság | Gólok száma | Első mérk. | Utolsó mérk. | Egyesület         |
| ------- | ------------------ | ------------ | ------------- | ----------- | ---------- | ------------ | ----------------- |
| 418     | Szabó Ferenc       | 1921–2009    | 1             | -           | 261        | 261          | FTC               |
| 383     | Szabó Imre         | 1918–?       | 2             | -           | 246        | 256          | Haladás, MATEOSZ  |
| 470     | Szabó László       | 1934–2013    | 1             | -           | 331        | 331          | Bp. Kinizsi       |
| 555     | Szalay Miklós      | 1946         | 1             | -           | 464        | 464          | Salgótarjáni BTC  |
| 500     | Szentmihályi Antal | 1939         | 31            | kg-45       | 383        | 447          | Vasas, Ú.Dózsa    |
| 514     | Szepesi Gusztáv    | 1939–1987    | 5             | -           | 417        | 427          | Tatabánya         |
| 479     | Szigeti Oszkár     | 1933–1983    | 1             | -           | 349        | 349          | DVTK              |
| 396     | Szilágyi I Gyula   | 1923–2001    | 12            | 9           | 253        | 300          | Vasas             |
| 462     | Szimcsák István    | 1933–2003    | 6             | -           | 319        | 380          | Vörös Lobogó, MTK |
| 451     | Szojka Ferenc      | 1931–2011    | 28            | 1           | 307        | 371          | Salgótarjáni BTC  |
| 529     | Szőke István       | 1947–2022    | 13            | 3           | 440        | 483          | FTC               |
| 550     | Szuromi Antal      | 1943–2020    | 1             | -           | 454        | 454          | MTK               |
| 524     | Szűcs Lajos        | 1943–2020    | 37            | 2           | 432        | 480          | FTC, Bp. Honvéd   |

## T
| Sorszám | Játékos         | Születési év | Válogatottság | Gólok száma | Első mérk. | Utolsó mérk. | Egyesület           |
| ------- | --------------- | ------------ | ------------- | ----------- | ---------- | ------------ | ------------------- |
| 410     | Tagányi Árpád   | 1919–2010    | 1             | -           | 259        | 259          | SZAC                |
| 443     | Takács György   | 1924–1994    | 3             | -           | 300        | 326          | Csepel              |
| 523     | Tamás Gyula     | 1941–2025    | 11            | kg-10       | 432        | 450          | DVTK, Vasas         |
| 450     | Teleki Gyula    | 1928–2017    | 3             | -           | 304        | 335          | Vasas               |
| 463     | Tichy Lajos     | 1935–1999    | 72            | 51          | 319        | 459          | Honvéd              |
| 564     | Tóth András     | 1949         | 17            | 1           | 480        | 541          | Ú. Dózsa            |
| 435     | Tóth III Ferenc | 1925–1996    | 2             | -           | 277        | 278          | Honvéd              |
| 445     | Tóth II József  | 1929–2017    | 12            | 5           | 300        | 343          | Csepel              |
| 579     | Tóth József     | 1951–2022    | 56            | 1           | 490        | 576          | Pécsi MSC, Ú. Dózsa |
| 561     | Tóth Kálmán     | 1944         | 3             | 1           | 474        | 476          | Tatabánya           |
| 393     | Tóth Lajos      | 1917–1984    | 1             | -           | 250        | 250          | Vasas               |
| 508     | Tóth László     | 1938         | 3             | kg-2        | 412        | 414          | Győri ETO           |
| 430     | Tóth Mihály     | 1926–1990    | 6             | 1           | 273        | 343          | Ú.Dózsa             |
| 494     | Tóth Zoltán     | 1938–2000    | 1             | -           | 371        | 371          | Haladás VSE         |
| 484     | Török Gábor     | 1936–2004    | 3             | kg-3        | 358        | 370          | Dózsa               |
| 562     | Török Péter     | 1951–1987    | 35            | -           | 479        | 544          | Vasas               |
| 423     | Turai István    | 1925–2007    | 1             | kg-5        | 267        | 267          | Vasas               |

## V
| Sorszám | Játékos         | Születési év | Válogatottság | Gólok száma | Első mérk. | Utolsó mérk. | Egyesület |
| ------- | --------------- | ------------ | ------------- | ----------- | ---------- | ------------ | --------- |
| 560     | Várady Béla     | 1953–2014    | 36            | 13          | 473        | 564          | Vasas     |
| 507     | Varga Zoltán    | 1945–2010    | 12            | 2           | 411        | 439          | FTC       |
| 455     | Várhidi Pál     | 1931–2015    | 10            | -           | 312        | 343          | Dózsa     |
| 480     | Vasas Mihály    | 1933         | 2             | 2           | 349        | 358          | SBTC      |
| 538     | Vellai István   | 1945–1997    | 1             | -           | 448        | 448          | Csepel    |
| 558     | Vépi Péter      | 1949         | 6             | -           | 466        | 476          | FTC       |
| 400     | Vezér Antal     | 1922–1986    | 1             | -           | 253        | 253          | PVSK      |
| 539     | Vidáts Csaba    | 1947         | 22            | 4           | 448        | 486          | Vasas     |
| 385     | Vincze II Gyula | 1919–1984    | 1             | 1           | 246        | 246          | SBTC      |
| 447     | Virág István    | 1928–1988    | 1             | -           | 300        | 300          | Dózsa     |

## W
| Sorszám | Játékos      | Születési év | Válogatottság | Gólok száma | Első mérk. | Utolsó mérk. | Egyesület |
| ------- | ------------ | ------------ | ------------- | ----------- | ---------- | ------------ | --------- |
| 591     | Wollek Tibor | 1947–2004    | 1             | 1           | 501        | 501          | Videoton  |

## Z
| Sorszám | Játékos         | Születési év | Válogatottság | Gólok száma | Első mérk. | Utolsó mérk. | Egyesület             |
| ------- | --------------- | ------------ | ------------- | ----------- | ---------- | ------------ | --------------------- |
| 404     | Zakariás József | 1924–1971    | 35            | -           | 255        | 311          | MATEOSZ, Vörös Lobogó |
| 531     | Zámbó Sándor    | 1944         | 33            | 3           | 440        | 496          | Ú Dózsa               |
| 590     | Zombori Sándor  | 1951         | 26            | 3           | 499        | 545          | Vasas                 |

## Zs
| Sorszám | Játékos        | Születési év | Válogatottság | Gólok száma | Első mérk. | Utolsó mérk. | Egyesület |
| ------- | -------------- | ------------ | ------------- | ----------- | ---------- | ------------ | --------- |
| 428     | Zsédely Sándor | 1924–1974    | 1             | -           | 272        | 272          | SBTC      |
| 402     | Zsolnai János  | 1924–1994    | 2             | 2           | 254        | 255          | MATEOSZ   |

1945 előtti válogatott játékosok: A magyar labdarúgó-válogatott játékosainak listája (1902–1944)
A lista folytatása: A magyar labdarúgó-válogatott játékosainak listája (1976–)